# WTA Amelia Island
Das WTA Amelia Island (offiziell: Bausch & Lomb Championships) war ein Damen-Tennisturnier der WTA, das von 1980 (damals noch unter anderem Namen) bis 2008 auf Amelia Island auf grünem Sand ausgetragen wurde und mit einem Preisgeld von 600.000 $ zur Kategorie Tier II gehörte.
2007 gelang dort Tatiana Golovin, die sich im Finale gegen Nadeschda Petrowa aus Russland durchsetzte, ihr erster Turniersieg überhaupt.
Für die Jahre 1975 und 1976 fand auf Amelia Island der Family Circle Cup statt, der dann wieder zurück nach Hilton Head Island wechselte.
Nachfolger von WTA Amelia Island ist das WTA-Turnier von Ponte Vedra Beach.

## Siegerliste

### Einzel
| Jahr                                      | Siegerin                    | Finalgegnerin           | Ergebnis       |
| ----------------------------------------- | --------------------------- | ----------------------- | -------------- |
| 1975                                      | Chris Evert (1)             | Martina Navrátilová     | 7:5, 6:4       |
| 1976                                      | Chris Evert (2)             | Kerry Reid              | 6:2, 6:2       |
| von 1977 bis 1979 fand kein Turnier statt |                             |                         |                |
| 1980                                      | Martina Navrátilová (1)     | Hana Mandlíková         | 5:7, 6:3, 6:2  |
| 1981                                      | Chris Evert-Lloyd (3)       | Martina Navrátilová     | 6:0, 6:0       |
| 1982                                      | Chris Evert-Lloyd (4)       | Andrea Jaeger           | 6:3, 6:1       |
| 1983                                      | Chris Evert-Lloyd (5)       | Carling Bassett         | 6:3, 2:6, 7:5  |
| 1984                                      | Martina Navrátilová (2)     | Chris Evert-Lloyd       | 6:2, 6:0       |
| 1985                                      | Zina Garrison               | Chris Evert-Lloyd       | 6:4, 6:3       |
| 1986                                      | Steffi Graf (1)             | Claudia Kohde-Kilsch    | 6:4, 5:7, 7:6  |
| 1987                                      | Steffi Graf (2)             | Hana Mandlíková         | 6:3, 6:4       |
| ↓ Kategorie: Tier II ↓                    |                             |                         |                |
| 1988                                      | Martina Navrátilová (3)     | Gabriela Sabatini       | 6:0, 6:2       |
| 1989                                      | Gabriela Sabatini (1)       | Steffi Graf             | 3:6, 6:3, 7:5  |
| 1990                                      | Steffi Graf (3)             | Arantxa Sánchez Vicario | 6:1, 6:0       |
| 1991                                      | Gabriela Sabatini (2)       | Steffi Graf             | 7:5, 7:6       |
| 1992                                      | Gabriela Sabatini (3)       | Steffi Graf             | 6:2, 1:6, 6:3  |
| 1993                                      | Arantxa Sanchez Vicario (1) | Gabriela Sabatini       | 6:2, 5:7 6:2   |
| 1994                                      | Arantxa Sanchez Vicario (2) | Gabriela Sabatini       | 6:1, 6:4       |
| 1995                                      | Conchita Martínez           | Gabriela Sabatini       | 6:1, 6:4       |
| 1996                                      | Irina Spîrlea               | Mary Pierce             | 6:7, 6:4, 6:3  |
| 1997                                      | Lindsay Davenport (1)       | Mary Pierce             | 6:2, 6:3       |
| 1998                                      | Mary Pierce                 | Conchita Martínez       | 6:78, 6:0, 6:2 |
| 1999                                      | Monica Seles (1)            | Ruxandra Dragomir       | 6:2, 6:3       |
| 2000                                      | Monica Seles (2)            | Conchita Martínez       | 6:3, 6:2       |
| 2001                                      | Amélie Mauresmo             | Amanda Coetzer          | 6:4, 7:5       |
| 2002                                      | Venus Williams              | Justine Henin           | 2:6, 7:5, 7:65 |
| 2003                                      | Jelena Dementjewa           | Lindsay Davenport       | 4:6, 7:5, 6:3  |
| 2004                                      | Lindsay Davenport (2)       | Amélie Mauresmo         | 6:4, 6:4       |
| 2005                                      | Lindsay Davenport (3)       | Silvia Farina Elia      | 7:5, 7:5       |
| 2006                                      | Nadja Petrowa               | Francesca Schiavone     | 6:4, 6:4       |
| 2007                                      | Tatiana Golovin             | Nadja Petrowa           | 6:2, 6:1       |
| 2008                                      | Marija Scharapowa           | Dominika Cibulková      | 7:67, 6:3      |

### Doppel
| Jahr                                      | Siegerinnen                                | Finalgegnerinnen                               | Ergebnis                 |
| ----------------------------------------- | ------------------------------------------ | ---------------------------------------------- | ------------------------ |
| 1975                                      | Evonne Goolagong Virginia Wade             | Rosie Casals Olga Morosowa                     | 4:6, 6:4, 6:2            |
| 1976                                      | Ilana Kloss Linky Boshoff                  | Kathy Kuykendall Valerie Ziegenfuss            | 6:3, 6:2                 |
| von 1977 bis 1979 fand kein Turnier statt |                                            |                                                |                          |
| 1980                                      | Rosie Casals Ilana Kloss                   | Kathy Jordan Anne Smith                        | 7:6, 7:6                 |
| 1981                                      | Kathy Jordan Paula Smith                   | JoAnne Russell Virginia Ruzici                 | 6:3, 5:7, 7:6            |
| 1982                                      | Leslie Allen Mima Jaušovec                 | Barbara Potter Sharon Walsh                    | 6:1, 7:5                 |
| 1983                                      | Rosalyn Fairbank Candy Reynolds            | Hana Mandlíková Virginia Ruzici                | 6:4, 6:2                 |
| 1984                                      | Kathy Jordan Anne Smith                    | Anne Hobbs Mima Jaušovec                       | 6:4, 3:6, 6:4            |
| 1985                                      | Rosalyn Fairbank Hana Mandlíková           | Carling Bassett Chris Evert-Lloyd              | 6:1, 2:6, 6:2            |
| 1986                                      | Claudia Kohde-Kilsch Helena Suková         | Gabriela Sabatini Catherine Tanvier            | 6:2, 5:7, 7:6            |
| 1987                                      | Steffi Graf Gabriela Sabatini              | Hana Mandlíková Wendy Turnbull                 | 3:6, 6:3, 7:5            |
| ↓ Kategorie: Tier II ↓                    |                                            |                                                |                          |
| 1988                                      | Zina Garrison Eva Pfaff                    | Katrina Adams Penny Barg                       | 4:6, 6:2, 7:6            |
| 1989                                      | Laryssa Sawtschenko Natallja Swerawa       | Martina Navratilova Pam Shriver                | 7:6, 2:6, 6:1            |
| 1990                                      | Mercedes Paz Arantxa Sánchez Vicario       | Regina Rajchrtová Andrea Temesvári             | 7:66, 6:4                |
| 1991                                      | Arantxa Sánchez Vicario Helena Suková      | Mercedes Paz Natallja Swerawa                  | 4:6, 6:2, 6:2            |
| 1992                                      | Arantxa Sánchez Vicario Natallja Swerawa   | Zina Garrison Jana Novotná                     | 6:1, 6:0                 |
| 1993                                      | Manuela Maleewa-Fragnière Leila Mes’chi    | Amanda Coetzer Inés Gorrochategui              | 3:6, 6:3, 6:4            |
| 1994                                      | Larisa Neiland Arantxa Sánchez Vicario     | Amanda Coetzer Inés Gorrochategui              | 6:2, 66:7, 6:4           |
| 1995                                      | Amanda Coetzer Inés Gorrochategui          | Nicole Arendt Manon Bollegraf                  | 6:2, 3:6, 6:2            |
| 1996                                      | Chanda Rubin Arantxa Sánchez Vicario       | Meredith McGrath Larisa Neiland                | 6:1, 6:1                 |
| 1997                                      | Lindsay Davenport Jana Novotná             | Nicole Arendt Manon Bollegraf                  | 6:3, 6:0                 |
| 1998                                      | Sandra Cacic Mary Pierce                   | Barbara Schett Patty Schnyder                  | 7:65, 4:6, 7:65          |
| 1999                                      | Conchita Martínez Patricia Tarabini        | Lisa Raymond Rennae Stubbs                     | 7:5, 0:6, 6:4            |
| 2000                                      |                                            |                                                | ab Halbfinale gestrichen |
| 2001                                      | Conchita Martínez Patricia Tarabini        | Martina Navratilova Arantxa Sánchez Vicario    | 6:4, 6:2                 |
| 2002                                      | Daniela Hantuchová Arantxa Sánchez Vicario | María Emilia Salerni Åsa Svensson              | 6:4, 6:2                 |
| 2003                                      | Lindsay Davenport Lisa Raymond             | Virginia Ruano Pascual Paola Suárez            | 7:5, 6:2                 |
| 2004                                      | Nadja Petrowa Meghann Shaughnessy          | Myriam Casanova Alicia Molik                   | 3:6, 6:2, 7:5            |
| 2005                                      | Bryanne Stewart Samantha Stosur            | Květa Peschke Patty Schnyder                   | 6:4, 6:2                 |
| 2006                                      | Shinobu Asagoe Katarina Srebotnik          | Liezel Huber Sania Mirza                       | 6:2, 6:4                 |
| 2007                                      | Mara Santangelo Katarina Srebotnik         | Anabel Medina Garrigues Virginia Ruano Pascual | 6:3, 7:64                |
| 2008                                      | Vladimíra Uhlířová Bethanie Mattek         | Wiktoryja Asaranka Jelena Wesnina              | 6:3, 6:1                 |